# 第28回スーパーボウル
第28回スーパーボウル（だい28かいスーパーボウル、Super Bowl XXVIII）は1994年1月30日にジョージア州アトランタのジョージア・ドームで行われた28回目のスーパーボウル。NFCチャンピオンであるダラス・カウボーイズとAFCチャンピオンであるバッファロー・ビルズの対戦。カウボーイズがビルズを30-13で破って2年連続4度目のスーパーボウル優勝を果たした。
スーパーボウルの対戦カードが前年と同様になったのは、初めてのことであった。カウボーイズは主力選手を怪我で欠いたが12勝4敗でレギュラーシーズンを終えた。バッファロー・ビルズはノーハドルオフェンスを武器に12勝4敗でレギュラーシーズンを終えて4年連続スーパーボウルへの出場を果たした。
前半ビルズはサーマン・トーマスの4ヤードのTDランで逆転し、13-6とリードしてハーフタイムを迎えたが、後半開始からわずか45秒にトーマスはボールをこぼし、それを拾ったカウボーイズのSジェームズ・ワシントンが46ヤードのファンブルリターンTDをあげて、試合は振り出しに戻った。次のカウボーイズの攻撃ではエミット・スミスが8プレー64ヤードのうち、7回ボールを運び、15ヤードのTDランで逆転、第4Qにもスミスは1ヤードのTDランをあげた。スミスは30回のランで132ヤード、2TDをあげて、スーパーボウルMVPに選ばれた。ビルズは後半無得点に抑えられた。
カウボーイズは2回のスーパーボウルを含むポストシーズン6試合で全て二桁得点差で勝った初めてのチームとなった。
敗れたバッファロー・ビルズはミネソタ・バイキングス、デンバー・ブロンコスに次いで史上3チーム目のスーパーボウルで4連敗したチームとなった。

## 背景
1990年5月23日にジョージア州アトランタで行われたオーナー会議で、ジョージアドームでの開催が決定した。

### ダラス・カウボーイズ
カウボーイズのスーパーボウルへの道は前年と比べて険しいものとなった。プロボウルRBエミット・スミスがホールドアウトを行い、開幕戦から2試合を欠場、開幕から2連敗でスタートした。第2週には第27回スーパーボウルで圧勝したビルズに10-13で敗れた。プロボウルQBトロイ・エイクマンを含む何人かの主力選手が怪我のため欠場した試合もあったが、ニューヨーク・ジャイアンツとのレギュラーシーズン最終戦に勝利し、NFCトップの12勝4敗でシーズンを終えた。
前年ほど圧倒的な力を見せることはできなかったが、カウボーイズのオフェンスはQBエイクマンがパス392回中271回成功、3,1000ヤード、15TD、6INT、エミット・スミスが1,486ヤードを走り9TDをあげるとともに、57回のレシーブで414ヤードを獲得、1TDをあげて、シーズンMVPに選ばれた。FBダリル・ジョンストンは4TDをあげるとともに、50回のレシーブで371ヤードを獲得した。プロボウルWRマイケル・アービンはチームトップの88回のレシーブで、1330ヤード、7TD、アルビン・ハーパーが36回のレシーブで777ヤード、5TD、プロボウルTEジェイ・ノバチェクが44回のレシーブで445ヤード、1TDを獲得した。オフェンスラインではマーク・ステプノスキー、エリック・ウィリアムズ、ネイト・ニュートンがプロボウルに選ばれた。スペシャルチームでは新人WRケビン・ウィリアムズがパントリターン36回で381ヤードと、NFL7位の成績を残すとともに、キックオフリターンで689ヤード、20回のレシーブで151ヤードを獲得した。
ディフェンスではラッセル・メリーランド、ケン・ノートン・ジュニア、トーマス・エベレット、6インターセプトをあげたケビン・スミスがプロボウルに選ばれた。ディフェンシブエンドのトニー・トルバートがチームトップの7.5サックをあげた。

### バッファロー・ビルズ
ビルズはAFCトップの12勝4敗の成績でレギュラーシーズンを終えた。QBジム・ケリーはパス470回中288回成功、3,382ヤード、18TD、18INTの成績を残し、4回目のスーパーボウル先発QBとなった。彼以外にスーパーボウルで4回以上先発しているQBはロジャー・ストーバック、テリー・ブラッドショー、ジョー・モンタナ、ジョン・エルウェイ、トム・ブレイディのみであり、4年連続スーパーボウルで先発出場したのは、ケリーのみとなっている。
RBサーマン・トーマスは1,315ヤードを走り、6TDをあげるとともに、48回のレシーブで387ヤードを獲得した。RBケネス・デービスは391ヤードを走り、6TD、21回のレシーブで95ヤードを獲得した。プロボウルWRアンドレ・リードがチームトップの52回のレシーブで854ヤード、6TD、ビル・ブルックスが60回のレシーブで714ヤード、5TD、ドン・ビービーが31回のレシーブで504ヤード、3TDをあげた。またTEピート・メッツツェラーズが68回のレシーブで609ヤード、4TD、オフェンスラインのハワード・バラードがプロボウルに選ばれた。
ビルズのディフェンスは弱点であり、トータルディフェンスはノーハドルオフェンスで攻撃時間が短くなることもあり、NFLワーストの28位であり、トータルで5810ヤードを喪失した。そうした中で後にプロフットボール殿堂入りを果たすブルース・スミスが14サック、1ファンブルリカバー、プロボウルLBコーネリアス・ベネットが5サック、2ファンブルリカバー、LBダリル・タリーが101タックル、2サック、2ファンブルリカバー、3インターセプト、CBネイト・オドムスがNFLトップの9インターセプトをあげるとともに、1ファンブルリカバー、プロボウラーのシェーン・コンランの退団に伴い先発に昇格したLBマーカス・パットンが2インターセプト、3ファンブルリカバーをあげた。

### プレーオフ
ビルズはプレーオフ初戦で、第25回スーパーボウルでビルズを破ったジェフ・ホステトラー率いるロサンゼルス・レイダースと対戦した。13-17とリードされて前半を終了したが、後半ブルックスへの25ヤードのTDパス、スティーブ・クリスティの29ヤードのFGで23-17と逆転、ホステトラーからティム・ブラウンへの86ヤードのTDパスで同点とされたものの、第4Qにブルックスへの22ヤードのTDパスで29-23と勝利した。この試合でケリーはスナップカウントの声の調子を変えることで、ハウィー・ロングに4回のオフサイドの反則をさせるとともに、パス37回中27回成功、287ヤードを獲得、2TD、OINTの成績を残した。カンザスシティ。チーフスとのAFCチャンピオンシップゲームではトーマスが186ヤードを走り、3TD、ケリーはパス27回中17回成功、160ヤード、スーパーボウル直前のパス103回連続インターセプトなしでスーパーボウルを迎えた。ディフェンスは後に殿堂入りするジョー・モンタナをパス23回中9回成功、125ヤード、TDなし、1インターセプトと抑えた。同じく後に殿堂入りするRBマーカス・アレンも18回のランで50ヤードに抑えられた。
カウボーイズは、プレーオフ初戦でワイルドカードプレーオフの残り55秒にブレット・ファーヴからスターリング・シャープへの決勝TDで28-24と、デトロイト・ライオンズを破り勝ち上がったグリーンベイ・パッカーズと対戦した。パッカーズがFGで先制したが、その後カウボーイズは第2Qにハーパーへの6ヤードのTDパス、エディ・マレーのFG、パッカーズのファンブルで得たチャンスにノバチェクへの6ヤードのTDパスと、17得点をあげて逆転した。後半、カウボーイズはパッカーズの反撃を食い止めて27-17で勝利した。この試合、エイクマンはパス37回中28回成功、302ヤード、3TD、2INT、アービンは9回のレシーブで126ヤード、2TDをあげた。
サンフランシスコ・フォーティナイナーズとのNFCチャンピオンシップゲームでは前半、カウボーイズは最初の5回の攻撃中、4TDを奪い、28-7とリードした。後半追い上げを許したが38-21で勝利した。第3Qにエイクマンは300ポンドの巨漢、デニス・ブラウンにヒットされ、脳震盪を起こしたため、後半の大部分でプレーしなかったが、パス18回中14回成功、177ヤード、3TD、0INT、スミスが88ヤードを走った他、7回のレシーブで85ヤード、2TDを獲得した。
ホームアドバンテージを持った両カンファレンスの第1シードのチームがスーパーボウルに勝ち上がったが、この試合以降、第44回スーパーボウルでのニューオーリンズ・セインツ、インディアナポリス・コルツまで第1シード同士の組み合わせは実現しなかった。

## 試合経過
| \| 開始 \| 開始 \| 開始 \| ボール保持 \| ドライブ \| ドライブ \| TOP \| 結果 \| 得点内容 \| 得点内容 \| 得点内容 \| 得点 \| 得点 \| \| Q \| 時間 \| 地点 \| ボール保持 \| P \| yd \| TOP \| 結果 \| yd \| 得点者 \| PAT \| カウボーイズ \| ビルズ \| \| ------------------------------------------------------------------------------------------------------------------------------- \| ------------------------------------------------------------------------------------------------------------------------------- \| ------------------------------------------------------------------------------------------------------------------------------- \| ------------------------------------------------------------------------------------------------------------------------------- \| ------------------------------------------------------------------------------------------------------------------------------- \| ------------------------------------------------------------------------------------------------------------------------------- \| ------------------------------------------------------------------------------------------------------------------------------- \| ------------------------------------------------------------------------------------------------------------------------------- \| ------------------------------------------------------------------------------------------------------------------------------- \| ------------------------------------------------------------------------------------------------------------------------------- \| ------------------------------------------------------------------------------------------------------------------------------- \| ------------ \| ------ \| \| 1 \| 15:00 \| 敵陣48 \| カウボーイズ \| 5 \| 24 \| 2:19 \| フィールドゴール成功 \| 41 \| E.Murray \| — \| 3 \| 0 \| \| 1 \| 12:41 \| 自陣21 \| ビルズ \| 8 \| 43 \| 2:22 \| フィールドゴール成功 \| 54 \| S.Christie \| — \| 3 \| 3 \| \| 1 \| 10:19 \| 自陣20 \| カウボーイズ \| 3 \| -2 \| 2:15 \| パント \| — \| — \| — \| — \| — \| \| 1 \| 8:04 \| 自陣41 \| ビルズ \| 1 \| \| 0:07 \| ファンブルロスト \| — \| — \| — \| — \| — \| \| 1 \| 7:57 \| 50 \| カウボーイズ \| 7 \| 43 \| 4:02 \| フィールドゴール成功 \| 24 \| E.Murray \| — \| 6 \| 3 \| \| 1-2 \| 3:55 \| 自陣20 \| ビルズ \| 17 \| 80 \| 6:29 \| タッチダウン（ラン） \| 4 \| T.トーマス \| キック成功 \| 6 \| 10 \| \| 2 \| 12:26 \| 自陣23 \| カウボーイズ \| 5 \| 33 \| 2:54 \| パント \| — \| — \| — \| — \| — \| \| 2 \| 9:32 \| 自陣1 \| ビルズ \| 10 \| 53 \| 3:17 \| パント \| — \| — \| — \| — \| — \| \| 2 \| 6:15 \| 自陣1 \| カウボーイズ \| 11 \| 62 \| 5:12 \| インターセプト \| — \| — \| — \| — \| — \| \| 2 \| 1:03 \| 敵陣47 \| ビルズ \| 7 \| 38 \| 1:03 \| フィールドゴール成功 \| 28 \| S.Christie \| — \| 6 \| 13 \| \| 前半終了 \| \| \| \| \| \| \| \| \| \| \| \| \| \| 3 \| 15:00 \| 自陣28 \| ビルズ \| 3 \| 15 \| 0:55 \| ファンブルリターンTD \| 46 \| J. Washington \| キック成功 \| 13 \| 13 \| \| 3 \| 14:05 \| 自陣37 \| ビルズ \| 3 \| -11 \| 0:51 \| パント \| — \| — \| — \| — \| — \| \| 3 \| 13:14 \| 自陣36 \| カウボーイズ \| 8 \| 64 \| 4:32 \| タッチダウン（ラン） \| 15 \| E.スミス \| キック成功 \| 20 \| 13 \| \| 3 \| 8:42 \| 自陣37 \| ビルズ \| 8 \| 17 \| 2:41 \| パント \| — \| — \| — \| — \| — \| \| 3 \| 6:01 \| 自陣23 \| カウボーイズ \| 5 \| 18 \| 2:56 \| パント \| — \| — \| — \| — \| — \| \| 3 \| 3:05 \| 自陣16 \| ビルズ \| 3 \| 7 \| 1:45 \| パント \| — \| — \| — \| — \| — \| \| 3 \| 1:20 \| 自陣30 \| カウボーイズ \| 3 \| -3 \| 1:00 \| パント \| — \| — \| — \| — \| — \| \| 3-4 \| 0:20 \| 自陣31 \| ビルズ \| 3 \| 4 \| 0:27 \| インターセプト \| — \| — \| — \| — \| — \| \| 4 \| 14:53 \| 自陣34 \| カウボーイズ \| 9 \| 34 \| 5:03 \| タッチダウン（ラン） \| 1 \| E.スミス \| キック成功 \| 27 \| 13 \| \| 4 \| 9:50 \| 自陣22 \| ビルズ \| 6 \| 0 \| 2:50 \| パント \| — \| — \| — \| — \| — \| \| 4 \| 7:00 \| 自陣49 \| カウボーイズ \| 10 \| 49 \| 4:10 \| フィールドゴール成功 \| 20 \| E.Murray \| — \| 30 \| 13 \| \| 4 \| 2:50 \| 自陣34 \| ビルズ \| 13 \| 44 \| 2:44 \| 第4ダウン失敗 \| — \| — \| — \| — \| — \| \| 4 \| 0:06 \| 自陣13 \| カウボーイズ \| 1 \| -1 \| 0:06 \| 試合終了 \| — \| — \| — \| — \| — \| \| P=プレー数、TOP=タイム・オブ・ポゼッション、PAT=ポイント・アフター・タッチダウン。 アメリカンフットボールの用語集 (en) も参照。 \| P=プレー数、TOP=タイム・オブ・ポゼッション、PAT=ポイント・アフター・タッチダウン。 アメリカンフットボールの用語集 (en) も参照。 \| P=プレー数、TOP=タイム・オブ・ポゼッション、PAT=ポイント・アフター・タッチダウン。 アメリカンフットボールの用語集 (en) も参照。 \| P=プレー数、TOP=タイム・オブ・ポゼッション、PAT=ポイント・アフター・タッチダウン。 アメリカンフットボールの用語集 (en) も参照。 \| P=プレー数、TOP=タイム・オブ・ポゼッション、PAT=ポイント・アフター・タッチダウン。 アメリカンフットボールの用語集 (en) も参照。 \| P=プレー数、TOP=タイム・オブ・ポゼッション、PAT=ポイント・アフター・タッチダウン。 アメリカンフットボールの用語集 (en) も参照。 \| P=プレー数、TOP=タイム・オブ・ポゼッション、PAT=ポイント・アフター・タッチダウン。 アメリカンフットボールの用語集 (en) も参照。 \| P=プレー数、TOP=タイム・オブ・ポゼッション、PAT=ポイント・アフター・タッチダウン。 アメリカンフットボールの用語集 (en) も参照。 \| P=プレー数、TOP=タイム・オブ・ポゼッション、PAT=ポイント・アフター・タッチダウン。 アメリカンフットボールの用語集 (en) も参照。 \| P=プレー数、TOP=タイム・オブ・ポゼッション、PAT=ポイント・アフター・タッチダウン。 アメリカンフットボールの用語集 (en) も参照。 \| P=プレー数、TOP=タイム・オブ・ポゼッション、PAT=ポイント・アフター・タッチダウン。 アメリカンフットボールの用語集 (en) も参照。 \| 30 \| 13 \| | | | | | | | | | | |              |        |
| 開始 | 開始 | 開始 | ボール保持 | ドライブ | ドライブ | TOP | 結果 | 得点内容 | 得点内容 | 得点内容 | 得点         | 得点   |
| Q | 時間 | 地点 | ボール保持 | P | yd | TOP | 結果 | yd | 得点者 | PAT | カウボーイズ | ビルズ |
| 1 | 15:00 | 敵陣48 | カウボーイズ | 5 | 24 | 2:19 | フィールドゴール成功 | 41 | E.Murray | — | 3            | 0      |
| 1 | 12:41 | 自陣21 | ビルズ | 8 | 43 | 2:22 | フィールドゴール成功 | 54 | S.Christie | — | 3            | 3      |
| 1 | 10:19 | 自陣20 | カウボーイズ | 3 | -2 | 2:15 | パント | — | — | — | —            | —      |
| 1 | 8:04 | 自陣41 | ビルズ | 1 | | 0:07 | ファンブルロスト | — | — | — | —            | —      |
| 1 | 7:57 | 50 | カウボーイズ | 7 | 43 | 4:02 | フィールドゴール成功 | 24 | E.Murray | — | 6            | 3      |
| 1-2 | 3:55 | 自陣20 | ビルズ | 17 | 80 | 6:29 | タッチダウン（ラン） | 4 | T.トーマス | キック成功 | 6            | 10     |
| 2 | 12:26 | 自陣23 | カウボーイズ | 5 | 33 | 2:54 | パント | — | — | — | —            | —      |
| 2 | 9:32 | 自陣1 | ビルズ | 10 | 53 | 3:17 | パント | — | — | — | —            | —      |
| 2 | 6:15 | 自陣1 | カウボーイズ | 11 | 62 | 5:12 | インターセプト | — | — | — | —            | —      |
| 2 | 1:03 | 敵陣47 | ビルズ | 7 | 38 | 1:03 | フィールドゴール成功 | 28 | S.Christie | — | 6            | 13     |
| 前半終了 | | | | | | | | | | |              |        |
| 3 | 15:00 | 自陣28 | ビルズ | 3 | 15 | 0:55 | ファンブルリターンTD | 46 | J. Washington | キック成功 | 13           | 13     |
| 3 | 14:05 | 自陣37 | ビルズ | 3 | -11 | 0:51 | パント | — | — | — | —            | —      |
| 3 | 13:14 | 自陣36 | カウボーイズ | 8 | 64 | 4:32 | タッチダウン（ラン） | 15 | E.スミス | キック成功 | 20           | 13     |
| 3 | 8:42 | 自陣37 | ビルズ | 8 | 17 | 2:41 | パント | — | — | — | —            | —      |
| 3 | 6:01 | 自陣23 | カウボーイズ | 5 | 18 | 2:56 | パント | — | — | — | —            | —      |
| 3 | 3:05 | 自陣16 | ビルズ | 3 | 7 | 1:45 | パント | — | — | — | —            | —      |
| 3 | 1:20 | 自陣30 | カウボーイズ | 3 | -3 | 1:00 | パント | — | — | — | —            | —      |
| 3-4 | 0:20 | 自陣31 | ビルズ | 3 | 4 | 0:27 | インターセプト | — | — | — | —            | —      |
| 4 | 14:53 | 自陣34 | カウボーイズ | 9 | 34 | 5:03 | タッチダウン（ラン） | 1 | E.スミス | キック成功 | 27           | 13     |
| 4 | 9:50 | 自陣22 | ビルズ | 6 | 0 | 2:50 | パント | — | — | — | —            | —      |
| 4 | 7:00 | 自陣49 | カウボーイズ | 10 | 49 | 4:10 | フィールドゴール成功 | 20 | E.Murray | — | 30           | 13     |
| 4 | 2:50 | 自陣34 | ビルズ | 13 | 44 | 2:44 | 第4ダウン失敗 | — | — | — | —            | —      |
| 4 | 0:06 | 自陣13 | カウボーイズ | 1 | -1 | 0:06 | 試合終了 | — | — | — | —            | —      |
| P=プレー数、TOP=タイム・オブ・ポゼッション、PAT=ポイント・アフター・タッチダウン。 アメリカンフットボールの用語集 (en) も参照。 | P=プレー数、TOP=タイム・オブ・ポゼッション、PAT=ポイント・アフター・タッチダウン。 アメリカンフットボールの用語集 (en) も参照。 | P=プレー数、TOP=タイム・オブ・ポゼッション、PAT=ポイント・アフター・タッチダウン。 アメリカンフットボールの用語集 (en) も参照。 | P=プレー数、TOP=タイム・オブ・ポゼッション、PAT=ポイント・アフター・タッチダウン。 アメリカンフットボールの用語集 (en) も参照。 | P=プレー数、TOP=タイム・オブ・ポゼッション、PAT=ポイント・アフター・タッチダウン。 アメリカンフットボールの用語集 (en) も参照。 | P=プレー数、TOP=タイム・オブ・ポゼッション、PAT=ポイント・アフター・タッチダウン。 アメリカンフットボールの用語集 (en) も参照。 | P=プレー数、TOP=タイム・オブ・ポゼッション、PAT=ポイント・アフター・タッチダウン。 アメリカンフットボールの用語集 (en) も参照。 | P=プレー数、TOP=タイム・オブ・ポゼッション、PAT=ポイント・アフター・タッチダウン。 アメリカンフットボールの用語集 (en) も参照。 | P=プレー数、TOP=タイム・オブ・ポゼッション、PAT=ポイント・アフター・タッチダウン。 アメリカンフットボールの用語集 (en) も参照。 | P=プレー数、TOP=タイム・オブ・ポゼッション、PAT=ポイント・アフター・タッチダウン。 アメリカンフットボールの用語集 (en) も参照。 | P=プレー数、TOP=タイム・オブ・ポゼッション、PAT=ポイント・アフター・タッチダウン。 アメリカンフットボールの用語集 (en) も参照。 | 30           | 13     |

試合開始のキックオフで、カウボーイズのリターナー、ケビン・ウィリアムズは敵陣48ヤード地点まで50ヤードをリターンした。トロイ・エイクマンからマイケル・アービンへ20ヤードのパスが成功したが、24ヤード地点まで攻め込んだ第3ダウン残り6ヤードでパスは不成功となり、エディ・マレーの41ヤードのFGでカウボーイズは3-0と先制した。
ビルズは最初の攻撃でジム・ケリーからRBサーマン・トーマスへの24ヤードのパスで敵陣40ヤード地点までボールを進めたが、ケネス・デービスが3ヤードを獲得した後、2連続でパスが失敗し、スーパーボウル史上最長となる54ヤードのFGをスティーブ・クリスティが成功し、3-3と同点にした。
カウボーイズの次の攻撃はパントに終わり、続くビルズの攻撃ではワシントンのヒットで、ショベルパスを受けたトーマスがファンブル、ダレン・ウッドソンがフィールド中央でボールをリカバーした。アルビン・ハーパーへの24ヤードのパスでカウボーイズは敵陣7ヤード地点まで攻め込んだが、TDを奪えず、マレーの24ヤードのFGで6-3となった。
ビルズは続く攻撃で自陣41ヤード地点までしかボールを前進させることができず、パントとなった。しかし、クリス・モーアのパントの際、カウボーイズのDBデイブ・トーマスがランニング・イントゥー・ザ・キッカーの反則を取られ、ビルズにファーストダウンを与えた。トーマスのランとケリーのショートパスでビルズは前進し、トーマスがレオン・レットをフェイクで躱して4ヤードのTDランをあげ、17プレー80ヤードに及ぶTDドライブが完成、ビルズは第2Q序盤に10-6とリードした。
カウボーイズはアービンへの15ヤードのパス、スミスの13ヤードのランでフィールド中央まで前進したが、パントとなったが、ジョン・ジェットのパントをDEマット・バンダービークがビルズ1ヤード地点で抑えた。ビルズは危険な1ヤード地点からの攻撃をリードへの19ヤードのパスで抜け出し、敵陣46ヤード地点まで前進したが、パントとなった。今度はモーアのパントをスペシャルチームのエキスパート、スティーブ・タスカーがカウボーイズ陣1ヤード地点で抑えた。
前半残り1分3秒に、アービンへのパスをネイト・オドムスがインターセプトして、自陣12ヤード地点から敵陣47ヤード地点まで41ヤードをリターンした。ビルズはケリーからトーマスへの12ヤード、アンドレ・リードへの22ヤードのパスで敵陣12ヤード地点まで攻め込んだ。ここからの3プレーでカウボーイズのディフェンスは3プレーで3ヤードしか相手に与えず、踏ん張り、スティーブ・クリスティがこの日2本目となるFGを成功させて、13-6で前半は終了した。
前半ケリーはパス26回中19回成功、被サックなし、一方、カウボーイズは反則とインターセプトから失点を喫した。
後半開始3プレー目に、レオン・レットがトーマスにファンブルさせ、ボールをリカバーしたジェームズ・ワシントンが左サイドライン際を走った後、ケリーとドン・ビービーを避けて中央にカット、46ヤードのリターンTDをあげて13-13と同点になった。このプレーで試合のモメンタムはカウボーイズに傾いた。
ビルズはキックオフをWRラッセル・コープランドが22ヤードリターンし、自陣37ヤード地点から攻撃権を得たが、第3ダウンにカウボーイズのディフェンスライン、ジム・ジェフコートとチャールズ・ヘイリーがケリーをサックし、13ヤードロスさせて、パントに終わった。カウボーイズは8プレーで64ヤードを前進、このうち7回61ヤードをスミスが獲得、最後はスミスの15ヤードのTDランで20-13とリードした。7回のランプレーのうち、4回は右サイドへのランで、エリック・ウィリアムズ、ケビン・ゴーガンに加えてネイト・ニュートンのプルアウトにより、3人の330ポンドのラインマンを利用したプレーでビルズのダリル・タリー、ブルース・スミス、フィル・ハンセンを痛めつけた。
後半、カウボーイズのディフェンスはビルズのオフェンスを完璧に封じた。第4Q最初のプレーで、ビービーをターゲットにしたパスをワシントンがインターセプト、ビルズ陣34ヤード地点まで12ヤードリターンした。フォルススタートの反則で5ヤード罰退したが、続く3プレーでスミスの2回のランで10ヤード、スクリーンパスで9ヤードを獲得し、ファーストダウンを更新すると、エイクマンが第3ダウン残り8ヤードからハーパーへの16ヤードのパスを決めて、敵陣6ヤードまでボールを進めた。続く3プレーでビルズはタッチダウンを阻止したが、第4ダウン残り数インチで、スミスがエンドゾーンに走り込み、27-13となった。
ビルズは自陣22ヤード地点から36ヤード地点まで前進したが、ディフェンスラインのジミー・ジョーンズが第2ダウンでのトーマスのランを1ヤードロスさせ、第3ダウンにはQBサックで13ヤードをロスさせ、22ヤード地点まで戻した。パントは29ヤードの失敗に終わり、カウボーイズは自陣49ヤード地点から攻撃権を得た。この後、カウボーイズは、4分10秒を費やし、9プレー、49ヤードのドライブで追加点をあげた。6プレー目でハーパーへの35ヤードのパスで敵陣1ヤード地点まで前進、フォルススタートの反則で6ヤード地点まで下げられた後、3回のランプレーで、ビルズに3回のタイムアウト全てを使わせた。残り2分50秒にマレーの20ヤードのFGでカウボーイズは30-13とリードして、勝利を確定させた。
試合終了後、ビル・クリントンアメリカ大統領からカウボーイズのロッカールームに祝福の電話が入った。アンドレ・リードは、今日の敗戦がスーパーボウル4連敗の中でも最悪だったと語った。またトーマスも自分のファンブルが敗因だと語った。Cケント・ハルは当分我々には負け犬の烙印が押されるだろうが、いつか4年連続AFCを制覇したなんてすごいじゃないか、と言われるだろうと語った。
カウボーイズではエイクマンがパス27回中19回成功、207ヤード、1INT、ハーパーがチームトップの3回のレシーブで75ヤードを獲得した。激しいチェックを受けたアービンは5回のレシーブで66ヤードを獲得した。レギュラーシーズン最終戦で肩を痛めたスミスは132ヤードを走り、第7回、第8回のラリー・ゾンカに続いて2年連続で100ヤード以上を走った選手となった。またフランコ・ハリス、ジョン・リギンズ、トーマスに次いで史上4人目となる2年連続でTDランをあげた選手になった。スミスは同じ年にリーグのリーディングラッシャー、シーズンMVPとスーパーボウルMVPに選ばれた最初のRBとなった。また1966年のバート・スター、1978年のテリー・ブラッドショー、1989年のジョー・モンタナに次いで史上4人目のシーズンMVP、スーパーボウルMVPに同じ年に選ばれた選手となった。
ディフェンスではビルズのノーハドルオフェンスに対抗するため、ニッケルディフェンスが取られ、ワシントンが46ヤードのファンブルリターンTD、1インターセプト、1ファンブルフォース、11タックルをあげた。
ジミー・ジョンソンは、ヴィンス・ロンバルディ、ドン・シュラ、チャック・ノールに続いて4人目のスーパーボウルを連覇したヘッドコーチとなった。
ビルズではリードが6回のレシーブで75ヤードを獲得、ビービーも6回のレシーブで60ヤード、キックオフリターン2回で63ヤードを獲得した。
トーマスはランではわずか37ヤードに抑えられた、2回ファンブルした。第26回スーパーボウルからの3試合では37回のランで69ヤード、平均1.9ヤードにとどまっている。トーマスはレシーブでは7回で52ヤードを獲得した。また史上初めて4回のスーパーボウルでタッチダウンをあげた選手となった。
デービスがビルズのリーディングラッシャーであり、38ヤードを走った。ケリーは50回のパス中31回成功、260ヤード、1インターセプトであった。ケリーのパス成功31回は、スーパーボウル記録となった。ケリーは第26回スーパーボウルで58回のパスを投げるスーパーボウル記録を作っており、2回のスーパーボウルで50回以上のパスを投げた唯一の選手となっている。

### 試合開始前の話題
識者やファンの中には、スーパーボウルで3連敗しているビルズが4年連続スーパーボウルに出場したことに不満を持つものもいた。
カウボーイズのオーナー、ジェリー・ジョーンズとヘッドコーチ、ジミー・ジョンソンが注目された。2人は若い選手によって、チームを再建し、前年のスーパーボウルを制覇したが、お互いに強いエゴを持っていた。チームの将来設計について、お互い異なるプランを持っており、シーズン終了後、ジョンソンはカウボーイズを退団することになる。

## 放送とエンターテインメント
NBCが全米中継を行い、ディック・エンバーグが実況、ボブ・トランピーが解説を行った。またジム・ラムリーがイベントのホストを務め、NBCのアナリスト、マイク・ディトカ、ジョー・ギブスがサポート役を務め、O・J・シンプソン、ウィル・マクドノーがサイドラインレポーターを務めた。ラムリーがジョーンズオーナーとジョンソンヘッドコーチへのインタビューを行った際には、ボブ・コスタスがラムリーの代わりを務めた。
試合開始前、"Georgia Music Makers"と銘打ったイベントが開催され、ラップデュオのクリス・クロス、ロックバンドのジョージア・サテライツ、カントリーミュージシャンのチャーリー・ダニエルズ、モアハウス大学のマーチングバンドが登場した。クリス・クロスが"Jump-Jump"を歌っている際には、全米トランポリン協会の4人のメンバーがパフォーマンスを演じた。
アメリカ国歌をナタリー・コールが斉唱した。
ニューヨーク・ジェッツが第3回スーパーボウルで番狂わせを演じて25年目になるこの大会では、第3回大会のMVP、ジョー・ネイマスがコイントスを行った。
"Rockin' Country Sunday"と銘打たれたハーフタイムショーには、クリント・ブラック、ターニャ・タッカー、トラビス・トリット、ワイノナ・ジャッドが出演した。ワイノナ・ジャッドが最後に歌った『Love Can Build a Bridge』には、ナオミ・ジャッドも特別出演して、二人で歌った。
ハーフタイムショーの際に、メインスタジアムの照明が落とされて、パフォーマンスが行われる最初の大会となった。
日本テレビでは、実況を松永二三男、解説をレナウンローバーズの松岡秀樹が担当した。ゲストに2年連続で川合俊一。
NHK衛星第一では、実況を和田源二、解説を後藤完夫が担当。

## スターティングラインアップ
| カウボーイズ                         | ポジション | ビルズ                                 |            |
| オフェンス                           | オフェンス | オフェンス                             | オフェンス |
| ------------------------------------ | ---------- | -------------------------------------- | ---------- |
| アルビン・ハーパー Alvin Harper      | WR         | ビル・ブルックス Bill Brooks           |            |
| マーク・トゥイネイ Mark Tuinei       | LT         | ジョン・フィナ John Fina               |            |
| ネイト・ニュートン Nate Newton       | LG         | ジョン・デービス John Davis            |            |
| ジョン・ゲセック John Gesek          | C          | ケント・ハル Kent Hull                 |            |
| ケビン・ゴーガン Kevin Gogan         | RG         | グレン・パーカー Glenn Parker          |            |
| エリック・ウィリアムズ Erik Williams | RT         | ハワード・バラード Howard Ballard      |            |
| ジェイ・ノバチェク Jay Novacek       | TE         | ピート・メッツェラーズ Pete Metzelaars |            |
| マイケル・アービン Michael Irvin     | WR         | アンドレ・リード Andre Reed            |            |
| トロイ・エイクマン Troy Aikman       | QB         | ジム・ケリー Jim Kelly                 |            |
| エミット・スミス Emmitt Smith        | RB         | サーマン・トーマス Thurman Thomas      |            |
| ダリル・ジョンストン Daryl Johnston  | FB-WR      | ドン・ビービー Don Beebe               |            |
| スペシャルチーム                     |            |                                        |            |
| エディ・マレー Eddie Murray          | K          | スティーブ・クリスティ Steve Christie  |            |
| ジョン・ジェット John Jett           | P          | クリス・モーア Chris Mohr              |            |

| カウボーイズ                             | ポジション   | ビルズ                                   |              |
| ディフェンス                             | ディフェンス | ディフェンス                             | ディフェンス |
| ---------------------------------------- | ------------ | ---------------------------------------- | ------------ |
| トニー・トルバート Tony Tolbert          | LE           | フィル・ハンセン Phil Hansen             |              |
| レオン・レット Leon Lett                 | LDT-NT       | ジェフ・ライト Jeff Wright               |              |
| トニー・カシラス Tony Casillas           | RDT-RE       | ブルース・スミス Bruce Smith             |              |
| チャールズ・ヘイリー Charles Haley       | RE-LOLB      | マーカス・パットン Marvcus Patton        |              |
| ケン・ノートン・ジュニア Ken Norton, Jr. | LOLB-LILB    | マーク・マドックス Mark Maddox           |              |
| ダレン・ウッドソン Darren Woodson        | NICKEL-RILB  | コーネリアス・ベネット Cornelius Bennett |              |
| ダリン・スミス Darrin Smith              | ROLB         | ダリル・タリー Darryl Talley             |              |
| ラリー・ブラウン Larry Brown             | LCB          | ミッキー・ワシントン Mickey Washington   |              |
| ケビン・スミス Kevin Smith               | RCB          | ネイト・オドムス Nate Odomes             |              |
| トーマス・エベレット Thomas Everett      | SS           | ヘンリー・ジョーンズ Henry Jones         |              |
| ジェームズ・ワシントン James Washington  | FS           | マーク・ケルソー Mark Kelso              |              |
| ヘッドコーチ                             |              |                                          |              |
| ジミー・ジョンソン Jimmy Johnson         |              | マーブ・リービー Marv Levy               |              |

## トーナメント表
|  | |                                                   |                                                   |                        |                        |                                      |                                      |                                      |                              |                              |                              |                            |                            |                            |  |  |  |  |
|  | 1994年1月9日 ジャイアンツ・スタジアム | 1994年1月9日 ジャイアンツ・スタジアム             | 1994年1月9日 ジャイアンツ・スタジアム             |                        |                        | 1月15日 キャンドルスティック・パーク | 1月15日 キャンドルスティック・パーク | 1月15日 キャンドルスティック・パーク |                              |                              |                              |                            |                            |                            |  |  |  |  |
|  | 1994年1月9日 ジャイアンツ・スタジアム | 1994年1月9日 ジャイアンツ・スタジアム             | 1994年1月9日 ジャイアンツ・スタジアム             |                        |                        | 1月15日 キャンドルスティック・パーク | 1月15日 キャンドルスティック・パーク | 1月15日 キャンドルスティック・パーク |                              |                              |                              |                            |                            |                            |  |  |  |  |
|  | 1994年1月9日 ジャイアンツ・スタジアム | 1994年1月9日 ジャイアンツ・スタジアム             | 1994年1月9日 ジャイアンツ・スタジアム             |                        |                        | 1月15日 キャンドルスティック・パーク | 1月15日 キャンドルスティック・パーク | 1月15日 キャンドルスティック・パーク |                              |                              |                              |                            |                            |                            |  |  |  |  |
|  | 1994年1月9日 ジャイアンツ・スタジアム | 1994年1月9日 ジャイアンツ・スタジアム             | 1994年1月9日 ジャイアンツ・スタジアム             |                        |                        | 1月15日 キャンドルスティック・パーク | 1月15日 キャンドルスティック・パーク | 1月15日 キャンドルスティック・パーク |                              |                              |                              |                            |                            |                            |  |  |  |  |
|  | 5 | バイキングス                                      | 10                                                |                        |                        | 1月15日 キャンドルスティック・パーク | 1月15日 キャンドルスティック・パーク | 1月15日 キャンドルスティック・パーク |                              |                              |                              |                            |                            |                            |  |  |  |  |
|  | 5 | バイキングス                                      | 10                                                | 4                      | ジャイアンツ           | 3                                    |                                      |                                      |                              |                              |                              |                            |                            |                            |  |  |  |  |
|  | 4 | ジャイアンツ                                      | 17                                                | 4                      | ジャイアンツ           | 3                                    |                                      |                                      | 1月23日 テキサス・スタジアム | 1月23日 テキサス・スタジアム | 1月23日 テキサス・スタジアム |                            |                            |                            |  |  |  |  |
|  | 4 | ジャイアンツ                                      | 17                                                | 2                      | 49ers                  | 44                                   |                                      |                                      | 1月23日 テキサス・スタジアム | 1月23日 テキサス・スタジアム | 1月23日 テキサス・スタジアム |                            |                            |                            |  |  |  |  |
|  | |                                                   |                                                   | 2                      | 49ers                  | 44                                   |                                      |                                      | 1月23日 テキサス・スタジアム | 1月23日 テキサス・スタジアム | 1月23日 テキサス・スタジアム |                            |                            |                            |  |  |  |  |
|  | NFC |                                                   |                                                   |                        |                        |                                      |                                      |                                      | 1月23日 テキサス・スタジアム | 1月23日 テキサス・スタジアム | 1月23日 テキサス・スタジアム |                            |                            |                            |  |  |  |  |
|  | 1994年1月8日 ポンティアック・シルバードーム | 1994年1月8日 ポンティアック・シルバードーム       | 1994年1月8日 ポンティアック・シルバードーム       | 2                      | 49ers                  | 21                                   |                                      |                                      |                              |                              |                              |                            |                            |                            |  |  |  |  |
|  | 1994年1月8日 ポンティアック・シルバードーム | 1994年1月8日 ポンティアック・シルバードーム       | 1994年1月8日 ポンティアック・シルバードーム       | 2                      | 49ers                  | 21                                   | 1月16日 テキサス・スタジアム         |                                      |                              |                              |                              |                            |                            |                            |  |  |  |  |
|  | 1994年1月8日 ポンティアック・シルバードーム | 1994年1月8日 ポンティアック・シルバードーム       | 1994年1月8日 ポンティアック・シルバードーム       |                        | 1                      | カウボーイズ                         | 38                                   |                                      |                              |                              |                              |                            |                            |                            |  |  |  |  |
|  | 1994年1月8日 ポンティアック・シルバードーム | 1994年1月8日 ポンティアック・シルバードーム       | 1994年1月8日 ポンティアック・シルバードーム       |                        | 1                      | カウボーイズ                         | 38                                   |                                      |                              |                              |                              |                            |                            |                            |  |  |  |  |
|  | 6 | パッカーズ                                        | 28                                                | NFC チャンピオンシップ | NFC チャンピオンシップ | NFC チャンピオンシップ               |                                      |                                      |                              |                              |                              |                            |                            |                            |  |  |  |  |
|  | 6 | パッカーズ                                        | 28                                                | NFC チャンピオンシップ | NFC チャンピオンシップ | NFC チャンピオンシップ               | 6                                    | パッカーズ                           | 17                           |                              |                              |                            |                            |                            |  |  |  |  |
|  | 3 | ライオンズ                                        | 24                                                | NFC チャンピオンシップ | NFC チャンピオンシップ | NFC チャンピオンシップ               | 6                                    | パッカーズ                           | 17                           |                              |                              | 1月30日 ジョージア・ドーム | 1月30日 ジョージア・ドーム | 1月30日 ジョージア・ドーム |  |  |  |  |
|  | 3 | ライオンズ                                        | 24                                                | NFC チャンピオンシップ | NFC チャンピオンシップ | NFC チャンピオンシップ               | 1                                    | カウボーイズ                         | 27                           |                              |                              | 1月30日 ジョージア・ドーム | 1月30日 ジョージア・ドーム | 1月30日 ジョージア・ドーム |  |  |  |  |
|  | ワイルドカード・プレーオフ |                                                   |                                                   |                        |                        |                                      | 1                                    | カウボーイズ                         | 27                           |                              |                              | 1月30日 ジョージア・ドーム | 1月30日 ジョージア・ドーム | 1月30日 ジョージア・ドーム |  |  |  |  |
|  | ディビジョナル・プレーオフ |                                                   |                                                   |                        |                        |                                      |                                      |                                      |                              |                              |                              | 1月30日 ジョージア・ドーム | 1月30日 ジョージア・ドーム | 1月30日 ジョージア・ドーム |  |  |  |  |
|  | 1994年1月8日 アローヘッド・スタジアム | 1994年1月8日 アローヘッド・スタジアム             | 1994年1月8日 アローヘッド・スタジアム             | N1                     | カウボーイズ           | 30                                   |                                      |                                      |                              |                              |                              |                            |                            |                            |  |  |  |  |
|  | 1994年1月8日 アローヘッド・スタジアム | 1994年1月8日 アローヘッド・スタジアム             | 1994年1月8日 アローヘッド・スタジアム             | N1                     | カウボーイズ           | 30                                   | 1月16日 アストロドーム               |                                      |                              |                              |                              |                            |                            |                            |  |  |  |  |
|  | 1994年1月8日 アローヘッド・スタジアム | 1994年1月8日 アローヘッド・スタジアム             | 1994年1月8日 アローヘッド・スタジアム             |                        | A1                     | ビルズ                               | 13                                   |                                      |                              |                              |                              |                            |                            |                            |  |  |  |  |
|  | 1994年1月8日 アローヘッド・スタジアム | 1994年1月8日 アローヘッド・スタジアム             | 1994年1月8日 アローヘッド・スタジアム             |                        | A1                     | ビルズ                               | 13                                   |                                      |                              |                              |                              |                            |                            |                            |  |  |  |  |
|  | 6 | スティーラーズ                                    | 24                                                | 第28回スーパーボウル   | 第28回スーパーボウル   | 第28回スーパーボウル                 |                                      |                                      |                              |                              |                              |                            |                            |                            |  |  |  |  |
|  | 6 | スティーラーズ                                    | 24                                                | 第28回スーパーボウル   | 第28回スーパーボウル   | 第28回スーパーボウル                 | 3                                    | チーフス                             | 28                           |                              |                              |                            |                            |                            |  |  |  |  |
|  | 3 | チーフス                                          | 27                                                | 第28回スーパーボウル   | 第28回スーパーボウル   | 第28回スーパーボウル                 | 3                                    | チーフス                             | 28                           |                              |                              | 1月23日 リッチ・スタジアム | 1月23日 リッチ・スタジアム | 1月23日 リッチ・スタジアム |  |  |  |  |
|  | 3 | チーフス                                          | 27                                                | 第28回スーパーボウル   | 第28回スーパーボウル   | 第28回スーパーボウル                 | 2                                    | オイラーズ                           | 20                           |                              |                              | 1月23日 リッチ・スタジアム | 1月23日 リッチ・スタジアム | 1月23日 リッチ・スタジアム |  |  |  |  |
|  | |                                                   |                                                   |                        |                        |                                      | 2                                    | オイラーズ                           | 20                           |                              |                              | 1月23日 リッチ・スタジアム | 1月23日 リッチ・スタジアム | 1月23日 リッチ・スタジアム |  |  |  |  |
|  | AFC |                                                   |                                                   |                        |                        |                                      |                                      |                                      |                              |                              |                              | 1月23日 リッチ・スタジアム | 1月23日 リッチ・スタジアム | 1月23日 リッチ・スタジアム |  |  |  |  |
|  | 1994年1月9日 ロサンゼルス・メモリアル・コロシアム | 1994年1月9日 ロサンゼルス・メモリアル・コロシアム | 1994年1月9日 ロサンゼルス・メモリアル・コロシアム | 3                      | チーフス               | 13                                   |                                      |                                      |                              |                              |                              |                            |                            |                            |  |  |  |  |
|  | 1994年1月9日 ロサンゼルス・メモリアル・コロシアム | 1994年1月9日 ロサンゼルス・メモリアル・コロシアム | 1994年1月9日 ロサンゼルス・メモリアル・コロシアム | 3                      | チーフス               | 13                                   | 1月15日 リッチ・スタジアム           |                                      |                              |                              |                              |                            |                            |                            |  |  |  |  |
|  | 1994年1月9日 ロサンゼルス・メモリアル・コロシアム | 1994年1月9日 ロサンゼルス・メモリアル・コロシアム | 1994年1月9日 ロサンゼルス・メモリアル・コロシアム |                        | 1                      | ビルズ                               | 30                                   |                                      |                              |                              |                              |                            |                            |                            |  |  |  |  |
|  | 1994年1月9日 ロサンゼルス・メモリアル・コロシアム | 1994年1月9日 ロサンゼルス・メモリアル・コロシアム | 1994年1月9日 ロサンゼルス・メモリアル・コロシアム |                        | 1                      | ビルズ                               | 30                                   |                                      |                              |                              |                              |                            |                            |                            |  |  |  |  |
|  | 5 | ブロンコス                                        | 24                                                | AFC チャンピオンシップ | AFC チャンピオンシップ | AFC チャンピオンシップ               |                                      |                                      |                              |                              |                              |                            |                            |                            |  |  |  |  |
|  | 5 | ブロンコス                                        | 24                                                | AFC チャンピオンシップ | AFC チャンピオンシップ | AFC チャンピオンシップ               | 4                                    | レイダース                           | 23                           |                              |                              |                            |                            |                            |  |  |  |  |
|  | 4 | レイダース                                        | 42                                                | AFC チャンピオンシップ | AFC チャンピオンシップ | AFC チャンピオンシップ               | 4                                    | レイダース                           | 23                           |                              |                              |                            |                            |                            |  |  |  |  |
|  | 4 | レイダース                                        | 42                                                | AFC チャンピオンシップ | AFC チャンピオンシップ | AFC チャンピオンシップ               | 1                                    | ビルズ                               | 29                           |                              |                              |                            |                            |                            |  |  |  |  |
|  | |                                                   |                                                   |                        |                        |                                      | 1                                    | ビルズ                               | 29                           |                              |                              |                            |                            |                            |  |  |  |  |
|  | - 対戦カード及びスタジアムはシード順で決定される。 そのラウンドに登場する最上位チームが最下位チームとホームで対戦、残った2チームが上位チームのホームで対戦する。 - スーパーボウル開催地は事前にオーナー会議で決定。 - チーム名の左の数字は、1993年レギュラーシーズンの結果に基づいて決定されたシード順。 - * は延長戦決着 - 日付はアメリカ東部時間 |                                                   |                                                   |                        |                        |                                      |                                      |                                      |                              |                              |                              |                            |                            |                            |  |  |  |  |